# Чемпионат Люксембурга по волейболу среди мужчин
Чемпионат Люксембурга по волейболу среди мужчин — ежегодное соревнование мужских волейбольных команд Люксембурга. Проводится с 1959 года.
Соревнования проходят в трёх дивизионах — Национальной лиге, 1-м и 2-м дивизионах. Организатором чемпионатов является Люксембургская федерация волейбола.

## Формула соревнований (Национальная лига)
Чемпионат в Национальной лиге проводится в два этапа — предварительный и плей-офф. На предварительной стадии команды играют в два круга. По её итогам 4 лучшие выходят в плей-офф и по системе с выбыванием определяют двух финалистов, которые разыгрывают первенство. Серии матчей проводятся до двух побед одного из соперников.
За победы со счётом 3:0 и 3:1 команды получаю по 3 очка, за победы 3:2 — по 2, за поражения 2:3 — по 1, за поражения 0:3 и 1:3 очки не начисляются.
В чемпионате 2024/25 в Национальной лиге играли 7 команд: «Бертранж», «Штрассен», «Лоренцвейлер», «Фентанж», «Дикирх», «Эхтернах», «Эшер» (Эш-сюр-Альзетт). Чемпионский титул в 5-й раз подряд выиграл «Штрассен», победивший в финальной серии «Бертранж» 2-1 (3:0, 2:3, 3:0). 3-е место занял «Лоренцвейлер».

## Чемпионы
| - 1959 «Клаузен» Люксембург - 1960 «Клаузен» Люксембург - 1961 «Клаузен» Люксембург - 1962 «Клаузен» Люксембург - 1963 «Клаузен» Люксембург - 1964 «Лалланж» Эш - 1965 «Клаузен» Люксембург - 1966 «Клаузен» Люксембург - 1967 «Арис Боннвуа» Люксембург - 1968 «Арис Боннвуа» Люксембург - 1969 «Клаузен» Люксембург - 1970 «Клаузен» Люксембург - 1971 «Клаузен» Люксембург - 1972 «Арис Боннвуа» Люксембург - 1973 «Клаузен» Люксембург - 1974 «Клаузен» Люксембург - 1975 «Клаузен» Люксембург - 1976 «Клаузен» Люксембург - 1977 «Клаузен» Люксембург - 1978 «Арис Боннвуа» Люксембург - 1979 «Клаузен» Люксембург - 1980 «Клаузен» Люксембург - 1981 «Арис Боннвуа» Люксембург - 1982 «Арис Боннвуа» Люксембург - 1983 «Клаузен» Люксембург - 1984 «Боннвуа» Люксембург - 1985 «Мамер» - 1986 «Мамер» - 1987 «Штрассен» - 1988 «Мамер» - 1989 «Штрассен» - 1990 «Штрассен» - 1991 «Мамер» - 1992 «Мамер» | - 1993 «Мамер» - 1994 «Штрассен» - 1995 «Мамер» - 1996 «Мамер» - 1997 «Воллей’80» Петанж - 1998 «Воллей’80» Петанж - 1999 «Мамер» - 2000 «Воллей’80» Петанж - 2001 «Мамер» - 2002 «Бертранж» - 2003 «Мамер» - 2004 «Штрассен» - 2005 «Лоренцвейлер» - 2006 «Штрассен» - 2007 «Штрассен» - 2008 «Воллей’80» Петанж - 2009 «Воллей’80» Петанж - 2010 «Штрассен» - 2011 «Штрассен» - 2012 «Штрассен» - 2013 «Дикирх» - 2014 «Штрассен» - 2015 «Штрассен» - 2016 «Штрассен» - 2017 «Штрассен» - 2018 «Фентанж» - 2019 «Дикирх» - 2020 чемпионат не завершён, итоги не подведены - 2021 «Штрассен» - 2022 «Штрассен» - 2023 «Штрассен» - 2024 «Штрассен» - 2025 «Штрассен» |